# Indimoosella
Indimoosella is een geslacht van kreeftachtigen uit de klasse van de Ostracoda (mosselkreeftjes).

## Soorten
- Indimoosella fossata Jellinek, 1993
- Indimoosella ornata Jellinek, 1993
- Indimoosella punctata Jellinek, 1993